# Landshut
Landshut (bavarsko Landsad) je mesto na Bavarskem na jugovzhodu Nemčije v vzhodni in južni Bavarski ob reki Isar. Je glavno mesto Spodnje Bavarske, ki je ena od sedmih upravnih regij svobodne dežele Bavarske. Prav tako je sedež okrožja in je z okoli 70.000 prebivalci največje mesto v Spodnji Bavarski.
Zaradi značilnega grba mesto pogosto imenujejo tudi "mesto treh čelad" (nemško Dreihelmenstadt). Poleg tega je mesto znano po starem srednjeveškem običaju landshutske poroke (Landshuter Hochzeit).
Zaradi bližine in enostavnega dostopa do Münchna in mednarodnega letališča Franza Josefa Straussa je Landshut postalo močno in v prihodnost usmerjeno območje. Mesto je eno najbogatejših industrializiranih mest na Bavarskem in ima najnižjo stopnjo brezposelnosti v vzhodni Bavarski (pribl. 1,1 % v oktobru 2013), kar pomeni polno zaposlenost.

## Geografija
Landshut leži v središču spodnjebavarskega višavja (bolj na splošno "terciarni hribi"), ki se razteza od Donave na severu do meje münchenske ravnine na jugu. Mesto je zato del alpskega predgorja. Terciarno višavje prekine struga reke Isar prav v mestu Landshut. Večina pozidanega območja je na ravnih terasah nanosa reke v Isartal. Tu ležijo tri večja mestna območja: severni del Isarsko-donavskega višavja, južno okrožje omejuje greben Hofberga z nadmorsko višino 505 metrov in je najvišja točka mestnega območja. Jugozahodno od pozidanih površin v smeri Moosburga je Vogelfreistätte Mittlere Isarstauseen, eno najdragocenejših zaščitenih območij za vodne ptice na Bavarskem. Proti vzhodu metropolitanskega območja so še druga umetna jezera, od katerih so najpomembnejša Altheim, Niederaichbach in Gretlmühle. Na severu Isar teče skozi Flutmulde, kjer, kot pove že samo ime, lahko poplavlja, kadar so visoke vode in s tem razbremeni reko ob nevarnosti za mesto. Ob nizkem vodostaju je Flutmulde med najbolj priljubljenimi parki Landshuta.
V okolici mesta so obsežna nahajališča bentonita (vrsta gline), ki ga tudi kopljejo. Nastanek bentonita je v neposredni povezavi z dogodkom Ries (trk meteorita v današnji južni Nemčiji pred približno 15 milijoni let). 

### Podnebje
Mesto Landshut je v zmernem pasu s celinskimi značilnostmi. Podnebje je vlažno vse leto. Povprečna letna temperatura je 8,5 °C z januarsko povprečno temperaturo –1,0 ° C in julijsko povprečno temperaturo 18,1 °C.
Povprečna letna količina padavin je 824 mm, v primerjavi z drugimi bavarskimi mesti nadpovprečno.

### Mestni predeli
Mesto sestavlja enajst okrajev. To so: Altstadt, Nikola, West, Wolfgang, Industriegebiet, Peter und Paul, Schönbrunn, Frauenberg, Berg, Achdorf in Münchnerau.

## Zgodovina
Mesto Landshut in grad Trausnitz je leta 1204 ustanovil vojvoda Ludvik I. Bil je rezidenca Wittelsbachov leta 1231 in 1255, ko je bila kneževina Bavarska razdeljena na dva dela in je Landshut postal glavno mesto Spodnje Bavarske. Vojvoda Henrik XVI. je bil prvi od treh znanih bogatih knezov, ki so vladali provinci Bavarska - Landshut v 15. stoletju. Poroko vojvode Jurija s poljsko princeso Jadvigo Jagielon leta 1475 so praznovali v Landshutu z enim najlepših festivalov srednjega veka (imenovanim Landshuter Hochzeit – landshutska poroka). Po njegovi smrti in nasledstveni vojni je bila provinca Bavarska - Landshut združena s provinco Bavarska - München.
Ludvik X., bavarski vojvoda, je po svojem obisku v Italiji v Landshutu zgradil rezidenco (1537–1543). To je bila prva renesančna palača, zgrajena severno od Alp po Palazzo Te v Mantovi. Viljem V., bavarski vojvoda, je naročil, da grad Trausnitz predelajo iz gotske utrdbe v renesančni kompleks, ko je deset let, do 1579, živel v Landshutu kot princ. Nato je mesto izgubilo večino svojega pomena, dokler se leta 1800 Univerza v Ingolstadtu ni preselila v Landshut. Toda že leta 1826 je bila univerza prenesena v München.
Med tridesetletno vojno, leta 1634, so švedske sile pod poveljstvom Bernarda Weimarskega zavzele in oplenile mesto. 
Med drugo svetovno vojno je bila tukaj izpostava koncentracijskega taborišča Dachau, ki je zagotavljala suženjsko delovno silo za lokalno industrijo.
Vojska ZDA je do leta 1968 v mestu vzdrževala nekatere objekte, tudi vojašnico Pinder in stanovanjske površine.
Od odprtja letališča v Münchnu v bližini Landshuta leta 1992 je mesto postalo privlačen kraj za poslovanje.

## Znamenitosti
Mesto je pomembno predvsem zaradi gotske arhitekture v zgodovinskem središču mesta, predvsem gradu Trausnitz in cerkve svetega Martina z najvišjim opečnim zvonikom na svetu. Med drugimi gotskimi zgradbami so še cerkev svetega Jošta (Jodoka) in svetega Duha, tudi mestna hiša in edina še stoječa vrata srednjeveške utrdbe (Ländtor).
Landshut je znan tudi po festivalu, ki ga praznujejo vsaka štiri leta in se imenuje Landshuter Hochzeit, v spomin na poroko Jurija Bavarskega in Jadvige leta 1475.
Renesančno obdobje je prineslo predvsem okrašeno notranje dvorišče gradu Trausnitz in vojvodsko rezidenco v notranjem mestu. Baročne cerkve so jezuitska cerkev svetega Ignacija, dominikanska cerkev svetega Blaža in cerkev svetega Jožefa. Tudi srednjeveška cerkev v samostanu Seligenthal in cistercijani so jih preoblikovali v baročnem slogu. Mnoge stare meščanske hiše iz preteklosti v starem mestnem jedru še vedno predstavljajo zgodovino mesta od gotskih časov do neoklasicizma.

## Galerija
- Cerkev svetega Martina z zvonikom
- Cerkev svetega Jošta
- Odrešenikova cerkev
- Landshutska poroka
- Ländtor
- Grad Trausnitz
- Landshut
- Mestna hiša
- Staro mesto

## Pobratena mesta
Landshut je pobraten z mesti:
| - Elgin, Združeno kraljestvo, od 1956 - Compiègne, Francija, od 1962 - Ried im Innkreis, Avstrija, od 1974 - Schio, Italija, od 1981 - Sibiu, Romunija, od 2002 |